# Iris (película de 2004)
Iris es una película de drama romántico del 2004, dirigida por Rosa Vergés y ambientada en la guerra civil española y el periodo de la posguerra que trata de «retratar la guerra a través de la explosión interior de una persona» que se ve sobrepasada por los acontecimientos. También es conocida bajo el título Vidas Veladas.

## Contexto
Rodada y ambientada en el barrio de Gràcia de Barcelona, según la directora el nombre de la película «juega con el iris del ojo y con esa flor tan frágil».
La historia está inspirada en el libro «Querido Eugenio», de la escritora y dirigente comunista Juana Doña. Fue el primer largometraje dirigido por Rosa Vergés después de dirigir Tic Tac en 1997 y una de las últimas interpretaciones de la actriz Silke en el cine. Contó con el asesoramiento como guionista del historiador Jordi Barrachina. Ha sido traducida al catalán.

## Sinopsis
Iris es una joven dulce y entusiasta que quiere ser fotógrafa. Sin embargo, el estallido de la guerra civil española que desvanece todo su mundo, su gran amor Óscar desaparece y la deja sola, y ella se queda embarazada de Ágata, de quien no sabe quién es el padre. Gracias al apoyo su amiga Magdalena y salir adelante.

## Premios y nominaciones
En los III Premios Barcelona de Cine fue nominada a la mejor película, director, actriz y guion, pero no ganó ninguna. También fue nominada a la Biznaga de Oro en el Festival de Málaga.

## Reparto
- Silke - Iris
- Ana Torrent - Magdalena
- Ginés García Millán - Óscar
- Mercè Pons - Ágata
- Nacho Fresneda - Damián
- Martirio - Rosario
- Fermí Reixach - Papicactus
- Paca Gabaldón - Virtudes
- Abel Folk - Miguel